# Irena Moravčíková
Irena Moravčíková (* 7. února 1940) byla slovenská a československá politička a bezpartijní poslankyně Sněmovny lidu Federálního shromáždění za normalizace.

## Biografie
K roku 1971 a 1976 se profesně uvádí jako dělnice.
Ve volbách roku 1971 zasedla do Sněmovny lidu (volební obvod č. 143 - Pezinok, Západoslovenský kraj). Mandát obhájila ve volbách roku 1976 (obvod Pezinok). Ve FS setrvala do konce funkčního období, tedy do voleb roku 1981.